# Moulton (Alabama)
Moulton település az USA Alabama államában, Lawrence megyében, melynek megyeszékhelye is. Lakosainak száma 3398 fő (2020. április 1.).

## Népesség
A település népességének változása:

| 2010 | 3 471 |
| 2020 | 3 398 |